# Ostfriesenschwur
Ostfriesenschwur ist ein Fernsehkrimi, der auf dem gleichnamigen Bestsellerroman des Schriftstellers Klaus-Peter Wolf basiert. Er ist der zehnte Film der ZDF-Reihe Ostfrieslandkrimis. Er wurde unter der Regie von Stephan Lacant realisiert und am 17. Februar 2024 erstmals im ZDF ausgestrahlt. Online war die Episode eine Woche vorab verfügbar. 

## Handlung
Der ehemalige Kripochef von Aurich, Ubbo Heide, ist seit einem Messerangriff auf einen Rollstuhl angewiesen und nicht mehr im aktiven Polizeidienst. Als Ausgleich hat er ein Buch über seine unbefriedigt gelösten Fälle geschrieben, bei denen, obwohl die Ermittlungen zu Verhaftungen geführt hatten, die vermeintlichen Täter vom Gericht aus Mangel an Beweisen freigesprochen wurden. Gerade bereitet er sich auf eine Lesung vor, als unerwartet der Postbote an diesem Morgen bei Ubbo Heides Ferienwohnung auf Wangerooge klingelt und ein großes Paket bringt. Darin liegt ein sorgsam verpackter, abgetrennter Kopf. Dieser gehört zu einem vermeintlichen Kindermörder, den Ubbo Heide nicht hinter Gitter bringen konnte. 
Ubbo Heide möchte bei den Ermittlungen mitarbeiten auch wenn er im Rollstuhl sitzen muss, schließlich kennt er den ungelösten Fall. Nachdem ein weiterer Kopf, diesmal der einer Frau, gefunden wird und kurz darauf der Kopf eines weiteren nicht verurteilten Mörders, ist von einem Serientäter auszugehen. Alle drei Opfer kommen auch in Ubbo Heides Buch vor. Polizistin Ann Kathrin Klaasen und ihr Kollege Frank Weller begeben sich mit auf Heides Buchlesung und entdecken dort einen Verdächtigen. Dabei handelt es sich um Willi Kaufmann, einen ehemaligen Polizeikollegen, der seinerzeit den Dienst quittiert hatte, weil auch er im Fall des Kindermörders bei den Ermittlungen versagt hatte.
Inzwischen lässt der „Vollstrecker“, wie er sich selbst nennt, der Polizei ein Bekennervideo zukommen. Hierin kündigt er an, weitere nicht verurteilte Straftäter zu richten. Ann Kathrin Klaasen hat jedoch nur ihre Ahnungen, aber keine Beweise gegen Kaufmann. Der Verdacht genügt allerdings, um ihn rund um die Uhr zu überwachen, was jedoch einen weiteren Mord nicht verhindern kann. Nachdem auf Kaufmann ein Attentat verübt wird, dem er nur schwer verletzt entgeht, ist Klaasen von dessen Schuld nicht mehr überzeugt. Sie findet heraus, dass der wahre Täter unter falschem Namen die Buchlesung besucht hatte und vermutlich nur durch Ubbo Heides Buch auf die Idee kam, als „Vollstrecker“ zu agieren. Als sich im Zuge der Ermittlungen herausstellt, dass das erste Opfer unschuldig gewesen war, fühlt sich Heide für dessen Tod mitverantwortlich. Hätte er das Buch nicht geschrieben, wäre der Mann noch am Leben.
Die Polizei versucht den „Vollstrecker“ in eine Falle zu locken, doch während man ihn in einem heimlich voll überwachten Raum erwartet, sucht er Ubbo Heide in dessen Ferienwohnung auf. Hier gibt sich der Mann als ehemaliger richterlicher Assistent zu erkennen, der seinerzeit vielen Verhandlungen beigewohnt hatte und erkennen musste, dass die Gerechtigkeit ihre Grenzen hat, sodass viele Täter straffrei ausgehen. Als Heide sein Buch angekündigt hatte und genau über solche Fälle berichtete, fasste er den Entschluss, Zeichen zu setzen und die Gerechtigkeit selbst in die Hand zu nehmen. Während er Heide droht, ihn umzubringen, gelingt es seiner Frau, den Mann zu überwältigen. Als die Polizei eintrifft, kann er festgenommen werden.

## Hintergrund
Ostfriesenschwur ist der zehnte Roman aus der Ostfriesenkrimi-Reihe von Klaus-Peter Wolf, der vom ZDF verfilmt wurde. Er erschien als Erstausgabe bei Fischer Taschenbuch im Februar 2016.

## Rezeption

### Kritiken
Tittelbach.tv befand: „Das Gute an den Verfilmungen: Allein der Wechsel der Hauptdarstellerin sorgte, unabhängig von den Büchern, immer wieder für neue Akzente. Ansonsten bleibt auch diesmal vieles wie gehabt. Der Kosmos reicht von Aurich übern Deich nach Wangerooge, die Zahl der Verdächtigen bleibt überschaubar, die Ermittlungserfolge beruhen auf Kombinationsgabe und gesundem Menschenverstand. Beides spiegelt sich in einem Stutzen im Gesicht des jeweils nachdenkenden Kripo-Mitglieds. Eher als ein finales Gerangel, das sich sehr in die Länge zieht, fallen in ‚Ostfriesenschwur‘ ein paar Schock-Bilder aus dem Rahmen.“
Oliver Armknecht von film-rezensionen.de meinte: „Originell ist es natürlich nicht, wenn in ‚Ostfriesenschwur‘ ein unbekannter Killer sein Unwesen treibt, um nicht verurteilte Mörder und Mörderinnen zu bestrafen. Aber es ist ganz solide, bietet ein paar brenzlige Situationen und Wendungen, dazu ein inzwischen eingespieltes Team.“ „Die Mischung aus Krimi und Thriller [ist] relativ spannend. Bei einigen der brisanten Szenen ist zwar klar, dass es nicht so schlimm kommt wie angedeutet. Dass die Hauptfiguren getötet werden, ist nun einmal eine absolute Ausnahme, weil damit Fortsetzungen erschwert werden.“
Bei Prisma.de schrieb Elisa Eberle: „Es rollen Köpfe. Im neuen Fall von Hauptkommissarin Ann Kathrin Klaasen (Picco von Groote) ist ein Täter unterwegs, der anscheinend auf Vergeltung aus ist. Potenzielle Straftäter bringt der Mörder auf grausame Weise um.“ Sie beurteilte den Film als „ungewohnt grausamen Krimi.“
Tilmann P. Gangloff meinte in seiner Rezension bei evangelisch.de: „‚Ostfriesenschwur‘ ist bereits die vierte Episode mit Picco von Groote. Dies ist die erste gute Nachricht. Die zweite: Der Krimi erzählt eine fesselnde Geschichte, die einige Überraschungen zu bieten hat und in ein packendes Finale mündet, das den gesamten letzten Akt umfasst.“

### Einschaltquote
Die Erstausstrahlung von Ostfriesenschwur am 17. Februar 2024 wurde in Deutschland von 6,05 Millionen Zuschauern gesehen und erreichte einen Marktanteil von 23,8 % für das ZDF.